# Castell de Beselga
El castell de Beselga es troba en la partida homònima, en el vessant nord de la forest del Garbí, a una distància aproximada de dos quilòmetres d'Estivella, en la comarca del Camp de Morvedre, al País Valencià; està declarat Bé d'Interès Cultural.
Al costat del castell, va existir el llogaret de Beselga (que ja apareix documentat el 1248), del qual es creu que va poder ser el que va donar més tard origen al municipi d'Estivella, encara que el terme va estar habitat molt abans, si atenem els jaciments ibèrics i romans trobats en la zona.

## Història
Originalment, hagué de tractar-se d'una fortificació musulmana, d'època almohade, molt més modesta perquè era la clàssica torre de defensa i guaita, probablement envoltada per un recinte emmurallat, que donava protecció al poblat i formava part del sistema de fortaleses del veí castell de Morvedre. El Llibre del Repartiment ja esmenta la seva existència.
Després de la conquesta, el seu primer senyor va ser el cavaller Adam de Paterna (1248), al qual van succeir altres nombrosos propietaris, com ara Roger de Llúria el 1292, Guillem de Colom (1374), els Santfeliu, els Monsoriu (cal destacar-ne Gracià Monsoriu, que el 1449 va manar la construcció de tres noves cases a partir de la torre vigia ja existent) i els Ixer o Híjar. El 1506, va passar a les mans de Jaume d'Aguilar (que va derruir el castell, a causa de les incursions dels agermanats), encara que va tornar a mans de la família Montsoriu, la qual, el 1610, atorgaria la carta de poblament en quedar despoblat el lloc arran de l'expulsió dels moriscs.
Va pertànyer a la demarcació de Morvedre (Sagunt) fins al 1535. En el castell, es fusionen les funcions de defensa del territori i dels seus habitants, residència nobiliària i símbol del poder del senyoriu, encara que la seua vida va ser curta, ja que va ser danyat greument durant la Guerra de les Germanies pels revoltats de Morvedre, i ja mai no tornaria a recuperar-se; entrà en ràpida i irreversible ruïna coincidint amb el despoblament del llogaret en el segle xix, tot passant a convertir-se més tard en zona residencial estiuenca.

## Arquitectura
El castell s'estén d'est a oest, adaptant-se a la topografia del terreny, cosa que li fa tenir una forma allargada. La torre, de planta rectangular (7,10 per 7,30 metres en la seua planta baixa, amb una amplitud d'1,15 metres), s'alça en l'extrem oest i està construïda amb la tècnica de la tàpia (clarament diferenciada dels murs del castell), amb carreus en les escales, arcs de sustentació interiors i murs exteriors amb espitlleres; i de tres pisos d'alçada.

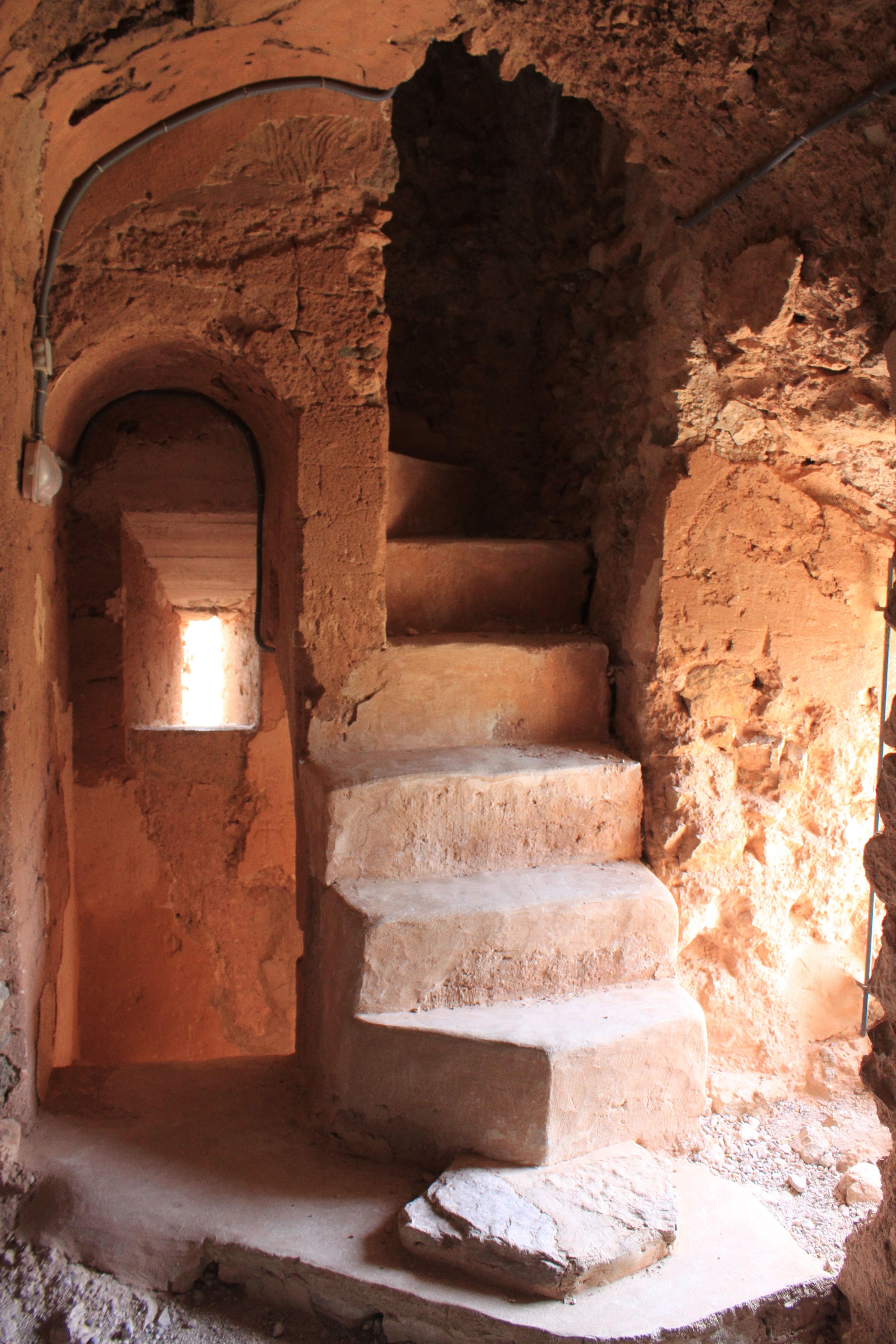
Interior de la torre, habitació de vigilància i escales d'accés a la residència superior i al magatzem inferior

El seu accés havia de realitzar-se mitjançant una escala desmuntable, la qual cosa n'assegurava la protecció. Hi ha una finestra oberta en cada nivell fins a arribar al terrat superior. El nivell inferior de la torre sembla que tenia aljub, que es va refer durant l'època cristiana. El nivell intermedi s'utilitzava com a residència dels ocupants i el nivell superior tenia la funció de sentinella amb buits defensius en les seues quatre cares.
El castell palau cristià se situa al costat de la torre, i pot datar-se de finals del segle xv. La seua planta és rectangular, amb 22,5 metres de longitud per 7,95 metres d'amplària. Constava de dues altures i un terrat superior. La façana nord era la principal i tenia una porta principal constituïda per un arc de mig punt amb grans dovelles de 65 centímetres d'alçada. En un nivell superior presentava dues grans finestres, l'una damunt de la porta, geminades i d'estil gòtic. La primera altura se sustentava per voltes de mig punt situades de nord a sud. La segona planta estaria composta per cabirons. Presentava també unes diminutes finestres en l'última alçada i uns merlets adossats al mur. Tot això confereix al conjunt un aspecte més de palau o habitatge senyorial que de fortalesa amb finalitats defensives.
El 2004, es va rehabilitar la torre i es van consolidar els elements del castell. El 2011, es realitza l'adequació de l'accés al castell i la restauració d'un mur de maçoneria que en delimitava l'accés.